# Molinos (Spagna)
Molinos è un comune spagnolo di 298 abitanti situato nella comunità autonoma dell'Aragona.